# Oreoleuciscus
Oreoleuciscus is een geslacht van straalvinnige vissen uit de familie van karpers (Cyprinidae).

## Soorten
- Oreoleuciscus angusticephalus Bogutskaya, 2001
- Oreoleuciscus dsapchynensis Warpachowski, 1889
- Oreoleuciscus humilis Warpachowski, 1889
- Oreoleuciscus potanini (Kessler, 1879)